# Луцій Педаній Секунд
Луцій Педаній Секунд (лат. Lucius Pedanius Secundus; ? — 61) — політичний та військовий діяч часів ранньої Римської імперії, консул-суффект 43 року.

## Життєпис
Походив з роду Педаніїв із римської колонії Барціна (сучасне м. Барселона) в провінції Тарраконська Іспанія. У 43 році став консулом-суффектом разом з Секстом Палпеллієм Гістром. Свої обов'язки виконував з березня по липень. У 56 році до н. е. імператором Нероном призначається міським префектом Риму.
У 61 році його було вбито рабом, у якого той взяв гроші за звільнення, але на волю Педанієм не був відпущений. За рішенням сенату 400 рабів, які перебували на той момент у палаці, були засуджені до смерті. І хоча у відповідь на це в Римі почалися заворушення міського плебсу, страта відбулася під охороною спеціально викликаних військ.